# André Valadier
André Valadier, né à La Terrisse dans l’Aveyron le 21 mai 1933[réf. nécessaire], est un paysan-éleveur, entrepreneur, militant et homme politique de l’Aubrac en région Occitanie.

## Biographie
À l'âge de 26 ans, le 15 mars 1960, André Valadier crée avec un groupe de jeunes agriculteurs la « coopérative laitière Jeune Montagne » à La Terrisse. L'année suivante, ils obtiennent un label d'appellation d'origine contrôlée (AOC). Les premières fourmes de fromage sont alors fabriquées dans sa ferme. Une trentaine de producteurs font alors le choix de livrer leur lait à la coopérative. Cette entreprise fromagère est la première étape dans la sauvegarde des troupeaux de bovins autochtones, la renaissance du fromage AOP Laguiole et l'expansion de l'aligot, la spécialité culinaire dérivée.
André Valadier est un acteur majeur de la sauvegarde du plateau rural de l'Aubrac à l'époque sur le déclin, en valorisant le fromage et l’aligot, l’artisanat avec les couteaux de Laguiole et l’élevage de la vache aubrac et la Nénette,.
En 1984, il refuse de recevoir l'Ordre national du mérite parce qu'il considère à l'époque avoir dû se mettre dans l’illégalité pour sauver la production locale, mais en 2010, il est décoré de la Légion d'honneur par le Ministère de l'espace rural et de l'aménagement du territoire, en 2014, il reçoit la médaille d’or de l’Académie d'agriculture de France. Sa devise est « La tradition sans modernité est stérile, mais la modernité sans tradition est aveugle ».
En 2015, dans la ville italienne de Bra, il est lauréat du prix Slow Food de la résistance fromagère en tant que producteur historique de la Tome de Laguiole.
L’ancien ministre de l'agriculture Edgard Pisani, durant les gouvernements de Debré et Pompidou de 1961 à 1966, déclarait : « Le patrimoine de l'Aubrac, c'est André Valadier ».

## Mandats
- maire de La Terrisse de 1965 à 2001 durant 36 ans[10] ;
- conseiller régional de Midi-Pyrénées puis d'Occitanie, président de la Commission agricole durant 18 ans[13] ;
- cofondateur et président de la Coopérative fromagère Jeune Montagne[14] ;
- président du Syndicat de défense et de promotion du fromage de Laguiole durant 48 ans[15] ;
- président de l’Inao[16] ;
- président du Syndicat des communes de l’Aubrac Aveyronnais[13] ;
- président du Syndicat mixte de préfiguration du Parc naturel régional de l'Aubrac, puis président du parc[10],[17],[18].

## Publications

### Ouvrages
- Nicole Andrieu, André Valadier, Raymond Laurière et Robert Taussat (historique) (photogr. Brigitte Julien), Aveyron : tèrra nòstra, Rodez, Éditions du Rouergue, 1990, 155 p., 33 cm (ISBN 2-905209-44-5, BNF 35489191).
- Michel Verdier et André Valadier (avant-images), Aubrac : les hautes terres, Barbentane, Équinoxe, coll. « Lumières du Sud », 1997, 92 p., 25 × 33 cm (ISBN 2-84135-087-8 et 9782841350872, BNF 36181858).
- Daniel Crozes (des réponses à la crise agricole), André Valadier : l'Aubrac au cœur, Arles, Éditions du Rouergue, 2017, 317 p., 23 cm (ISBN 978-2-8126-1204-6, BNF 45227880).
- Yves Garric, in Paroles de burons, Editions Fil d'Ariane, 2001,  (ISBN 2-912470-23-4), portrait : "André Valadier nouveau cantalés d'une Jeune Montagne"

### Préfacier
- Catherine Samson (préf. André Valadier), L'aubrac : la race d'un pays de résistants, Toulouse, Éd. Toute latitude, coll. « Terres d’excellence », 2011, 129 p., 25 cm (ISBN 978-2-35282-027-7, OCLC 762836232, BNF 42485540, SUDOC 155100491, présentation en ligne).
- Paul Fournier et Patricia Pallier (préf. André Valadier[19]), 142 jours dans un masuc de l'Aubrac, Rodez, Grelh roergàs, 2016, 133 p., 24 cm (ISBN 978-2-902756-04-9, BNF 45114549).
- Jean-Baptiste Borrès, Claude Béranger, Joseph Bonnemaire et André Valadier[20] (coéditeur), L'Aubrac, cinquante ans de développement : l'élevage à la rencontre des enjeux du territoire, La Tour-d'Aigues, Éditions de l'Aube, coll. « Bibliothèque des territoires », 2019, 727 p., 24 cm (ISBN 978-2-8159-3572-2, BNF 46504856).

## Films
- Jean-Pascal Fontorbes, Anne-Marie Granié et André Valadier (personne interviewée), Je vais voir mes vaches : Terroir, Territoire, Aubrac : portrait (DVD), Toulouse Auzeville, ENFA, 2009, 42 minutes (OCLC 800490646, SUDOC 158809084).